# The Duke (mini-série)
Pour les articles homonymes, voir The Duke.
The Duke est une mini-série américaine en six épisodes de 50 minutes créée par Stephen J. Cannell et diffusée du 5 avril 1979 au 18 mai 1979 sur le réseau NBC.
Cette série est inédite dans tous les pays francophones.

## Synopsis
À Chicago, Oscar Ramsey est un boxeur à la retraite surnommé The Duke qui a ouvert un restaurant avec son associé Benny dans son quartier de jeunesse. Le jour où Benny est assassiné, Ramsey décide de retrouver son assassin malgré l'avis contraire du sergent O'Brien. Il parvient à arrêter l'assassin et décide de devenir détective privé.

## Distribution
- Robert Conrad : Oscar « The Duke » Ramsey
- Larry Manetti : Joe Cadillac
- Red West : Sergent Mick O'Brien
- Patricia Conwell : Dedra Smith
- Sheldon Leonard : Sam Marco

## Épisodes
1. Un contre cent, 1re partie (Up Against The Odds - Part 1)
2. Un contre cent, 2e partie (Up Against The Odds - Part 2)
3. Le Duke a le blues (Blues for The Duke)
4. Le Pont de la Mort (The Zoo Under The Wacker Street Bridge)
5. La Belle Lorna Lynn (Long and Thin, Lorna Lynn)
6. Un Bruit d'enfer (Nothin' 'Cept Noise)